# فيليب موريسون
فيليب موريسون عالم فيزيائي أمريكي (بالإنجليزية: Philip Morrison) ولد في 7 نوفمبر 1915 وتوفي في 22 أبريل 2005 عرف بعمله في مشروع مانهاتن خلال الحرب العالمية الثانية.

## النشأة
ولد فيليب موريسون في ولاية نيو جيرسي في 7 نوفمبر 1915 لديه شقيقة واحده انتقلت العائلة إلى بيتسبورغ وبسبب شلله لم يدخل المدرسة مبكراً بل دخلها متأخراَ عندما كان عمره 10 سنوات.

## حياته العملية
بعد تخرجه من المدرسة الثانوية دخل جامعة كارنيغي ميلون تخصص الهندسة الكهربائية وأصبح مهتما بعلوم الفيزياء. حصل على درجة البكالوريوس عام 1936. ثم دخل جامعة كاليفورنيا، بيركلي، حيث حصل على درجة الدكتوراه في الفيزياء النظرية في عام 1940 تحت إشراف روبرت أوبنهايمر وكانت رسالته حول «ثلاثة مشاكل في الديناميكا الكهربائية الذرية».

## حياته العائلية
تزوج فيليب موريسون عام 1938 بزوجتة الأولى إميلي كرامر وهي فتاة كان قد تعرف عليها في أيام الثانوية وطلقها في عام 1961. تزوج للمرة الثانية عام 1965 من فيلم هاغن عاشت معه حتى توفي عام 2005.

## مشروع مانهاتن
تولى فيليب موريسون منصب أستاذ في جامعة كاليفورنيا (سان فرانسيسكو) بعد حصوله على درجة الدكتوراه وفي عام 1941 انتقل إلى جامعة إلينوي في إربانا-شامبين.
في ديسمبر 1942 ومع الحرب العالمية الثانية تم تجنيده في مشروع مانهاتن في جامعة شيكاغو في يناير 1943. هناك عمل مع يوجين فيغنر على تصميم المفاعلات النووية.
وقد ساهم فيليب موريسون في إقناع مدير مشروع مانهاتن بالقلق من الخطر الناجم عن مشروع الطاقة النووية الألماني حيث قام بجمع معلومات عن ذلك.انتقل فيليب موريسون إلى مختبر لوس ألاموس في مانهاتن في نيو مكسيكو كقائد للمجموعة وكانت مهمته الأولى هي المساعدة في تحديد مقدار البلوتونيوم الذي تتطلبه القنبلةالذرية.
ثم عمل مع جورج كيستياكوسكي على العدسة المتفجرة المطلوبة لتفجير السلاح النووي من نوع الانفجار الداخلي.
بعد انتهاء الحرب سافر فيليسب موريسون وروبرت سيربر إلى هيروشيما كجزء من مهمة مشروع مانهاتن لتقييم الضرر.

## أنشطته
عاد فيليب موريسون إلى لوس ألاموس حيث بقي حتى عام 1946. التحق بجامعة كورنيل وبعد مسح الدمار الذي خلفه استخدام القنبلة الذرية في هيروشيما، أصبح فيليب موريسون بطلا لمنع الانتشار النووي وأقنع الكونغرس بشأن ضرورة السيطرة المدنية على الطاقة النووية اتهم بالشيوعية وتم التحقيق معه من قبل الكونغرس في عام 1954. ومع ذلك كان واحدا من الأقلة من الشيوعيين عاملين في المجال الأكاديمي خلال الخمسينات.
ادعى الكاتب جيريمي ستون أن فيليب موريسون كان جاسوسا لصالح السوفيات ورفض هذا الإتهام بقوة.

## العمل الأكاديمي

نبض اشعة غاما بواسطة الميكروسكوب

شارك في كتابة في عام 1940 شارك في كتابة بحث بحساب أشعة غاما.
بعد الحرب واصل فيليب موريسون العمل في الفيزياء النووية وبعد مواقفه السياسيين بدأ اهتمام فيليب موريسون بالانجراف نحو علم الفلك.
في عام 1954 نشر بحث مع برونو روسي وإنريكو فيرمي عن الأشعة الكونية والسفر عبر المجرة. في عام 1959 وبالتعاون مع جوزيبي كوكوني نشر موريسون بحث حوا إمكانات الميكرويف في البحث عن التواصل بين النجوم وهو عنصر من عناصر البرنامج الحديث. في عام 1963 قدم بحث علمي في مجال الأشعة السينية الكونية وأشعة غاما كان هذا واحدا من المقترحات الأولى للكشف عن الذكاء خارج كوكب الأرض. واعترف بأن «احتمال النجاح يصعب تقديره ولكن إذا لم نبحث أبدا فإن فرصة النجاح هي صفر». عام 1976أصبح أستاذا في معهد ماساتشوستس للتكنولوجيا وأستاذا فخريا في عام 1986.

## العمل الإعلامي
كان موريسون معروفا بكثير من الكتب والبرامج التلفزيونية. وقد أنتج 68 مادة بين عامي 1949 و 1976، وعشر مقالات في «سسينتفك أمريكان».

## أهم إنجازاته
- الفيزياء النووية.
- الفيزياء الفلكية.
- تطوير العدسة المتفجرة المطلوبة لتفجير السلاح النووي.
- الأشعة الكونية.
- أشغة غاما.

## العضويات
- عضو في الجمعية الفيزيائية الأمريكية.[18]
- رئيس اتحاد العلماء الأمريكيين من 1973 إلى 1976.
- عضو في الأكاديمية الوطنية للعلوم في الولايات المتحدة الأمريكية.
- عضو في الاتحاد الفلكي الدولي.
- عضو في الأكاديمية الأمريكية للفنون والعلوم.
- عضو في الجمعية الفلسفية الأمريكية.

## الجوائز
- جائزة بريجل من أكاديمية نيويورك للعلوم.
- جائزة بابسون.
- جائزة الرابطة الأمريكية لتقدم العلوم.
- وسام العلوم العامة.
- جائزة ويليام بروكتر للإنجاز العلمي.

## وفاته
توفي موريسون أثناء نومه بسبب فشل في الجهاز التنفسي في منزله في 22 أبريل 2005.